# Stazione di Ronchi dei Legionari Nord
Stazione di Ronchi dei Legionari Nord vasútállomás Olaszországban, Ronchi dei Legionari településen.

## Vasútvonalak
Az állomást az alábbi vasútvonalak érintik:
- Udine–Trieszt-vasútvonal

## Kapcsolódó állomások
A vasútállomáshoz az alábbi állomások vannak a legközelebb:
- Stazione di Redipuglia
- Stazione di Monfalcone